# الإسلام في الإمارات العربية المتحدة
يعتبر دين الإسلام الدين الرسمي في دولة الإمارات العربية المتحدة. وجميع الإماراتيين -الذين يحملون الجنسية الإماراتية- هم مسلمون على الأغلب، حيث يشكل السنة 78% منهم والشيعة 22%، كما يوجد عدد قليل من الطائفة الإسماعيلية والجماعة الأحمدية. تجدر الإشارة إلى أن غير الإماراتيين يشكلون 80% من سكان دولة الإمارات العربية المتحدة، حيث أن معظم الأجانب المتواجدين في الإمارات هم من جنوب وجنوب شرق آسيا، كما يوجد أعداد كبيرة من الشرق الأوسط وأوروبا وآسيا الوسطى ودول الاتحاد السوفييتي السابق وأمريكا الشمالية. تتبع أسرتا آل نهيان وآل مكتوم الحاكمتان في الإمارات المذهب المالكي وهو أحد المذاهب الأربعة عند المسلمين السنة.
تشير تقديرات غير رسمية إلى أنه على الأقل يوجد 15% من تعداد سكان الإمارات -المواطنين وغير المواطنين- هم من الهندوس و5% بوذيين و5% ينتمون إلى مجموعات دينية أخرى منها المسيحية والبارسيين والبهائية والسيخية. تختلف هذه التقديرات عن نتائج الإحصاء السكاني وذلك لأن الإحصاء السكاني في الإمارات لا يحتسب المقيمين غير الإماراتيين الذين يقيمون في البلاد بشكل مؤقت، كما أنه يحتسب البهائيين والدروز على أنهم مسلمون.